# Історія мореплавання

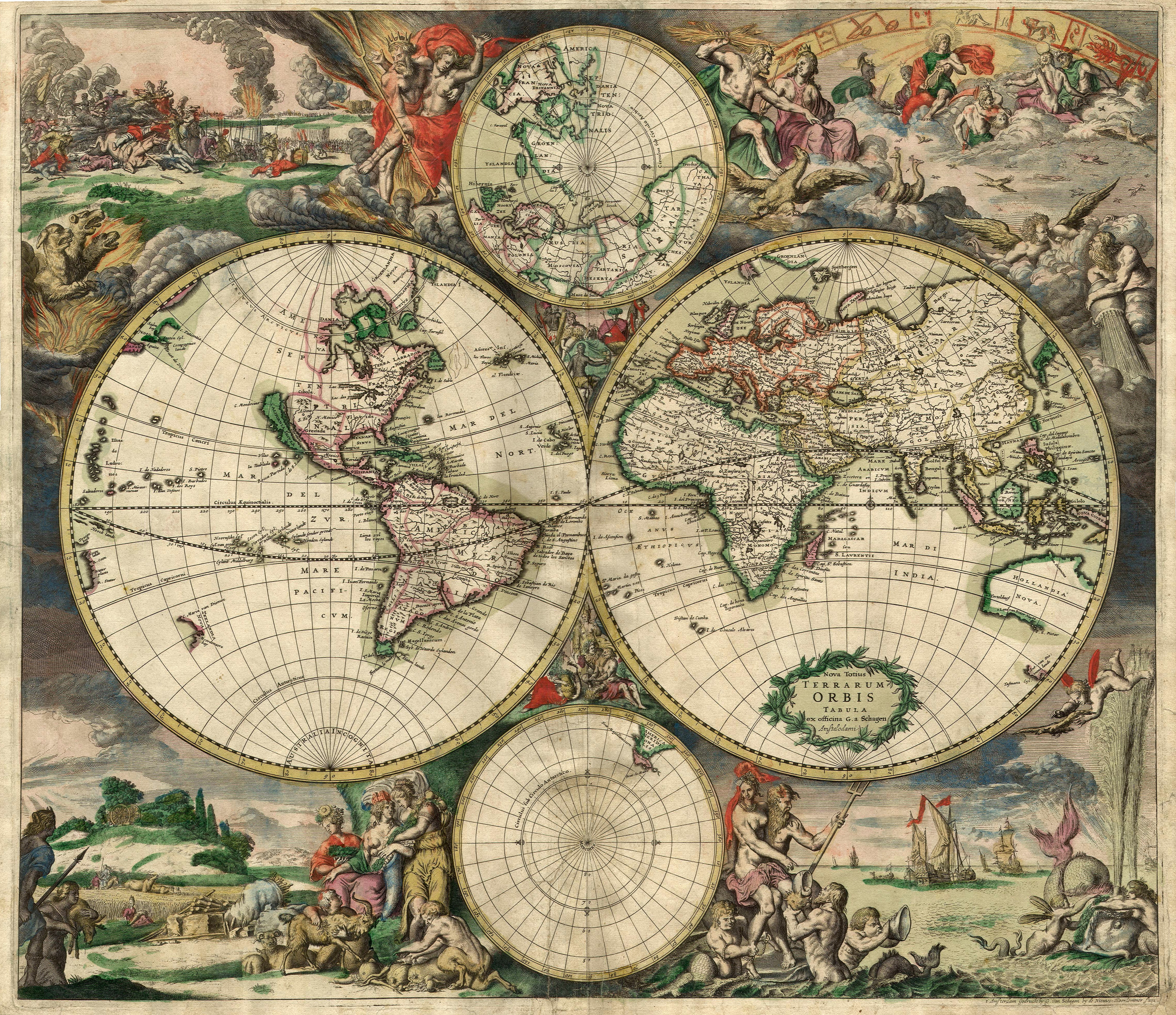
Карта світу, створена в 1689 році Герардом ван Шагеном.

Історія мореплавання — це мистецтво направляти судна у відкрите море шляхом визначення і встановлення їх положення та курсу за допомогою традиційних звичаїв, геометрії, астрономії або спеціальних приладів. Багато народів були видатними мореплавцями, серед них австронезійці (острів’яни Південно-Східної Азії, малагасійці, меланезійці, мікронезійці та полінезійці), хараппи, фінікійці, іранці, стародавні греки, римляни, араби, стародавні індійці, норвежці, китайці, венеціанці, генуезці, ганзейські німці, португальці, іспанці, англійці, французи, голландці та данці. Розвиток мореплавання вплинув на розвиток географії, астрономії, навігації, торгівлі тощо.

## Античні часи

### Індо-Тихоокеанський регіон

Карта, що показує морську міграцію та експансію австронезійців, починаючи приблизно з 3000 р. до н.

Мореплавання в Індо-Тихоокеанському регіоні почалося з морських міграцій австронезійців з Тайваню, які поширилися на південь до островів Південно-Східної Азії та островів Меланезії в період між 3000 і 1000 роками до нашої ери. Їхня перша далека подорож з Філіппін для колонізації Мікронезії відбулася приблизно в 1500 році до нашої ери. Приблизно до 900 року до нашої ери їхні нащадки поширилися більш ніж на 6000 кілометрів прямуючи через Тихий океан, досягнувши територій Тонга та Самоа. У цьому регіоні розвинулася самобутня полінезійська культура. Протягом наступних кількох століть полінезійці досягли Гаваїв, Нової Зеландії, острова Пасхи і, можливо, Південної Америки. Полінезійські мореплавці використовували низку інструментів і методів, включаючи спостереження за птахами, навігацію за зірками та морські хвилі для виявлення землі поблизу. Пісні, міфи, історії та зоряні карти використовувалися, щоб допомогти людям запам’ятати важливу навігаційну інформацію. Тим часом, приблизно за 1000 років до нашої ери австронезійці в острівній частині Південно-Східної Азії започаткували перші справжні морські торговельні мережі, що з’єднували Китай, південну Індію, Близький Схід і прибережну східну Африку. Поселенці з Борнео досягли Мадагаскару приблизно на початку 1-го тисячоліття нашої ери та колонізували його до 500 року нашої ери. Точний час досягнення австронезійцями Мадагаскару невідомий, можливо найраніше це перші століття до нашої ери, а найпізніше — 7 століття нашої ери.

### Cередземноморський регіон
Моряки в Середземному морі використовували кілька методів, щоб визначити своє місцезнаходження, зокрема вони намагалися пливти так, щоб земля залишалася в їх полі зору та намагалися розуміти вітри та тенденції їх руху. Мінойці з острова Крит є прикладом ранньої західної цивілізації, яка використовувала навігацію за небесними об'єктами. Їхні палаци та святилища на вершинах гір демонструють архітектурні особливості, які узгоджуються зі сходом сонця у дні рівнодення, а також зі сходом і заходом окремих зірок. Мінойці здійснювали морські походи до острова Тера і Єгипту. Обидві ці подорожі зайняли у мінойців більше дня плавання і змусили їх подорожувати вночі відкритою водою. Тож в цих випадках моряки використовували розташування окремих зірок, особливо сузір’я Великої Ведмедиці, щоб правильно спрямовувати корабель.
Письмові записи про навігацію за допомогою зірок або небесну навігацію починаються від «Одіссеї» Гомера, де Каліпсо наказує Одіссею, коли той плив на схід від острова Огігія, перетинаючи океан, тримати Ведмедя (Велику Ведмедицю) ліворуч і в той же час спостерігати за положенням Плеяд, Волопаса та Оріона, що сходять пізніше. Грецький поет Арат у третьому столітті до нашої ери детально описав у своїй праці «Явища» положення сузір’їв, як про це написав Евдокс. Описані положення не збігаються з розташуванням зірок за часів Арата чи Евдокса на материковій Греції, але деякі вчені стверджують, що вони збігаються з небом на острові Крит у часи бронзової доби. Ця зміна в положенні зірок зумовлена коливанням при обертанні Землі навколо своєї осі, що впливає насамперед на полярні зірки. Близько 1000 року до нашої ери сузір'я Дракона було ближче до Північного полюса, ніж Полярна зоря. Полярні зірки використовувалися для навігації, оскільки вони не зникали за горизонтом і їх можна було бачити постійно протягом ночі.
До третього століття до нашої ери греки почали використовувати для навігації сузір'я Малої Ведмедиці. У середині 1 століття нашої ери Лукан пише про Помпея, який запитує моряка про використання зірок у навігації. Моряк у своїй відповіді описує використання навколополярних зірок для навігації. Щоб орієнтуватися на градусі широти, моряку потрібно було знайти на небі циркумполярну зірку вище цього градуса. Наприклад, Аполлоній використовував β Дракона для навігації, коли подорожував на захід від гирла річки Алфей до міста Сіракуза.
Подорож грецького мореплавця Піфея з Массалії є особливо помітним прикладом дуже тривалого, раннього плавання. Компетентний астроном і географ, Піфей наважився вирушити з Греції через Гібралтарську протоку до Західної Європи та Британських островів. Піфей є першою відомою людиною, яка описала опівнічне сонце, полярний лід, германські племена та, можливо, Стоунхендж. Піфей також представив географічній уяві ідею віддаленої «Туле», і його розповідь є першою, яка стверджує, що Місяць є причиною припливів.
Відома подорож Неарха з Індії до Сузи після експедиції Олександра в Індію збереглася в розповіді Арріана «Індіка». Грецький мореплавець Евдокс Кізицький досліджував Аравійське море для Птолемея VIII, царя елліністичної династії Птолемеїв у Єгипті. Згідно з Посідонієм, як було пізніше повідомлено у «Географії» Страбона, схему руху мусонних вітрів Індійського океану вперше створив Евдокс Кізицький під час плавання у 118 або 116 рр. до н.е.
Морські карти та текстові описи, відомі як напрямки плавання, використовувалися в тій чи іншій формі з шостого століття до нашої ери, а  морські карти з використанням стереографічних і ортографічних проекцій датуються другим століттям до нашої ери.
У 1900 році з затонулого корабля було вилучено антикітерський механізм призначений для розрахунку положення небесних тіл. Цей механізм був побудований приблизно в 1 столітті до нашої ери.

### Фінікія і Карфаген
Фінікійці та їхні наступники, карфагеняни, були особливо вправними мореплавцями і навчилися плавати все далі й далі від узбережжя, щоб швидше досягати місця призначення. Одним із інструментів, який допоміг їм, були звукові ваги. Це був інструмент у формі дзвона, виготовлений з каменю або свинцю, що всередині мав лій і був прикріплений до дуже довгої мотузки. Виходячи в море, моряки могли зменшити вимірювальну вагу, щоб визначити, наскільки глибокі води, і таким чином оцінити наскільки вони віддалені від землі. Крім того, лій збирав відкладення з дна, з допомогою яких досвідчені моряки могли дослідити дно, щоб точніше визначити своє розташування. Відомо, що карфагенський мореплавець Ганно пропливав Гібралтарською протокою бл. 500 р. до н.е. і досліджував Атлантичне узбережжя Африки. Існує загальна думка, що його експедиція дійшла принаймні до Сенегалу. Немає згоди щодо того, що було найдальшою межею досліджень Ганно — гора Камерун чи 890-метрова гора Какуліма в Гвінеї. Тим не менш, межа морських подорожей Ганно могла бути далі на північ, оскільки існують добре задокументовані труднощі з поверненням із регіонів на південь від мису Чаунар, який до початку 15 століття «досі був межею не плюс ультра або непрохідною межею для європейського судноплавства».

### Азія
У Південно-Китайському морі та Індійському океані мореплавець міг скористатися досить постійними мусонними вітрами, щоб визначити напрямок. Завдяки цьому тривалі плавання в один бік стали можливими двічі на рік. У книзі Кан Тай (康泰) 260 р. н. е. описуються кораблі з сімома вітрилами під назвою «по», які використовували індоскіфські (月支 — Юечжі) торговці для транспортування коней. Автор також посилався на мусонну торгівлю між островами (або архіпелагами), яка тривала місяць і кілька днів у великому «по». Близько 1000 року до н. е. нусантарські австронезійці розробили вітрило танджа та джонкове вітрило. Винахід цих типів вітрил зробив можливим плавання навколо західного узбережжя Африки завдяки їхній здатності плавати проти вітру. Близько 200 р. н. е. в династії Хань в Китаї було збудовано кораблі чуань. Китайські судна цієї епохи були переважно річковими, справжні океанські флоти вони не створювали до династії Сун у 10 столітті. Дослідження ЮНЕСКО стверджує, що китайці використовували квадратні вітрила в часи династії Хан і тільки в 12 столітті перейняли австронезійські джонкові вітрила. Прибл. 50-500 р. н. е. Малайський і Яванський торгові флоти досягли Мадагаскару та привезли із собою плем’я даяків Мааньян, як робітників і рабів. До 8-го або 9-го століття н. е. стародавні індонезійські кораблі, можливо, вже дійшли до Гани, ймовірно, використовуючи аутригерний корабель «боробудур» і кораблі «кунь-лунь по» або «джонг».